# Mari Yaguchi
Mari Yaguchi (矢口 真里, Yaguchi Mari) nascida em 20 de janeiro de 1983 em Kanagawa, Japão) é um membro da Hello! Project e ex-membro e líder do Morning Musume e um membro da 2ª geração, juntamente com a Yasuda Kei e Ichii Sayaka. Ela era famosa por sua "Sexy Beam!" linha de "Koi no Dance Site", bem como por ser o menor membro do Morning Musume de apenas 145 cm (4 pés 9 polegadas) e 39 kg . Ela rapidamente se tornou a favorito dos fãs graças a sua personalidade exuberante e irreverente. Ela era um membro da Tanpopo, um dos primeiros grupos sub, e também fundou Minimoni. Ela foi também foi líder do Morning Musume Sakuragumi quando Natsumi Abe foi graduada, ZYX, e em ROMANS.

## Biografia
Logo no início do grupo Yaguchi foi muitas vezes entendida como sendo "a curta", como ela não se destacava muito, mas no tempo em que a 4ª geração se juntou a elas, Mari tinha tornado um dos membros mais activos do grupo. Sua frase mais famosa é "Sexy Beam!" uma das linhas de seu solo de Morning Musume "Koi no Dance Site" única, e ela estava brincando, perguntou em Joshi Kashimashi Monogatari, "Quando o feixe de reais sexy sair?". O "raio" sexy! " linha tem feito o seu caminho em torno de fãs e músicos também.
Yaguchi tornou-se sub-lider do Morning Musume em Maio de 2003, após a formatura de Yasuda Kei. Em Janeiro de 2005, apos a formatura de Iida Kaori,  Yaguchi tornou-se líder e Yoshizawa Hitomi como sub-líder. No entanto, em abril de 2005, foi relatado pelos tablóides que Yaguchi estava em um relacionamento com o ator Shun Oguri. Ela disse que tinha "traído sua posição como ídolo", e que "queria seguir em frente com a sua carreira como uma adulta" Como tal, Yaguchi se demitiu do Morning Musume sem uma cerimônia de formatura. Entretanto Yaguchi e Oguri teriam supostamente rompido seu relacionamento desde abril de 2006.
Quando ela se formou do Morning Musume ela era a última pessoa a entrar antes do ano 2000 (Kaori Iida tinha deixado cerca de dois meses antes), e atualmente ela tem a quinta maior posse de qualquer membro, com apenas Takahashi Ai, Risa Niigaki, Hitomi Yoshizawa e Kaori Iida estaram no grupo já.
Sua primeira gravação pós-Morning Musume "Nigiyaka nd Fuyu", feito como uma colaboração com Berryz Koubou, aparece como faixa de engate em novembro de 2005 Berryz Koubou single "Gag 100 Kaibun Aishitekudasai". Embora ela continua a aparecer na televisão e em eventos ao vivo, em nome da Hello! Project. Ela também é co-anfitrião de dois programas de TV semanal do seu próprio (Yaguchi Hitori and Kanrui! Jikuu Times), já atuou em duas novelas e, freqüentemente, estrelas a convidavam em variedades de shows.
Este novo enfoque na televisão solicitado por Yaguchi, durante uma entrevista com o ator Hugh Jackman, a tom de brincadeira descrever-se como um "ídolo variedade". Embora mais tarde ela lamentou a piada - porque ela tentou se distanciar de sua imagem de ídolo - o apelido é preso entre os seus fãs. No início de 2007, ela começou a cantar durante shows da Hello! Project novamente.
No verão de 2007, Yaguchi foi escalada para hospedar um novo programa de TV Gyao, "Midtown TV", tornando-se seu terceiro Programa de TV no ar. "Midtown TV" vai ao ar todos os dias da semana e Yaguchi hospeda-o às quintas-feiras. Além disso, Mari e sete H!P Eggs estão programadas para aparecer ao vivo e com platéia em "Ciao TV", um show Kids Station, em 02/09, 19h ~ 19.30h, no que parece ser ainda um novo programa de TV para ela, que faz quatro Yaguchi Mari programas de TV sendo exibido simultaneamente.
Yaguchi foi a rainha do drama de uma série de drama japonês chamado Sento mo Musume (銭湯の娘, Filha do balneário público), Yaguchi foi uma das principais estrelas de uma série de drama japonês dias de tempo chamado Gyarusa (ギャルサ, Círculo de moça), juntamente com seu programa Yaguchi Hitori e MCing Hello! Project shows. De 25 de maio de 2007 e até 6 de junho de 2007, Yaguchi atuou em "Damn Yankees", um popular musical da Broadway em 1955 no Tokyo Aoyama Theater.
No verão de 2007, Yaguchi foi escalado para hospedar um novo programa de TV Gyao, "Midtown TV", tornando-se seu terceiro Programa de TV no ar. "Midtown TV" vai ao ar todos os dias da semana e Yaguchi hospeda-lo às quintas-feiras. Além disso, Mari e sete H! P ovos estão programadas para aparecer ao vivo e com platéia em "Ciao TV", um show Kids Station, em 02/09, 19h ~ 19.30h, no que parece ser mais um show de TV. Com esse início, Yaguchi será em quatro programas de TV sendo exibido simultaneamente.
Yaguchi Mari participou do evento Minna no Fitness em 27 de abril. Minna no Fitness é um exercício gratuito à Internet. Quando perguntado sobre os retornos dos ex-membros da Hello! Project Goto Maki e Kago Ai, ela respondeu que não esteve em contacto com elas e não conheçe nenhum detalhe.
Foi anunciado em 19 de outubro de 2008, no site oficial da Hello! Project, que Yaguchi vai se formar do Clube Elder & Hello! Project em 31 março de 2009.
Primeiro single solo de Mari Yaguchi é uma colaboração com o programa de TV "Quiz Hexagon", que nos trouxe a grupos populares e Pabo Shuchishin. Este será o primeiro lançamento solo de Mari. O single também é uma colaboração com Airband, e inclui um cartão de fotos escolhidas aleatoriamente da Mari ou Airband.

## Grupos Hello! Project
- - Morning Musume (1998-2005)
  - ZYX (2003)
  - ROMANS (2003)

### Subgrupos
- - Tanpopo (1998-2002)
  - Minimoni (2000-2003)
  - Morning Musume Sakura Gumi (2003-2004)
  - Hello! Project Akagumi (2005)

### Grupos Aleatórios
- - 2000: Aoiro 7
  - 2001: 7nin Matsuri
  - 2002: Sexy 8
  - 2003: 11WATER
  - 2004: H.P. All Stars

## Registros
- - All Night Nippon mais jovem e de personalidade mais curto de rádio.
  - Yaguchi Mari's allnightnippon SUPER! atingiu 100% da classificação do ensino médio masculino.
  - Love Hello! Yaguchi Mari DVD foi o DVD Idol mais vendida no Japão.

## Discografia

### Singles
- [2009.03.25] Seishun Boku / Seishun Ore (Yaguchi Mari & Airband) (青春僕 /青春俺)
- [2010.01.13] Kaze wo Sagashite (Yaguchi Mari to Straw Hats) (風をさがして)

## Filmografia
- [1998] モーニング刑事 (Morning Cop)
- [2000] ピンチランナー (Pinch Runner)
- [2002] ナマタマゴ (Nama Tamago)
- [2003] 子犬ダンの物語 (Koinu Dan no Monogatari)
- [2006] ONE PIECE エピソードオブアラバスタ 砂漠の王女と海賊たち (One Piece The Movie: Episode of Alabasta: The Desert Princess and the Pirates) (voice acting)
- [2010] 星砂の島のちいさな天使～マーメイド　スマイル (Hoshisuna no Shima no Chiisana Tenshi ~Mermaid Smile~)

### TV doramas
- [2003] こちら本池上署 (Kochira Hon Ikegami Sho) (Aparição em um único episódio)
- [2006] 銭湯の娘!? (Sentou no Musume!?)
- [2006] ギャルサー (Gal Circle)

### TV shows
- [2004] やぐちひとり(C) (Yaguchi Hitori Maru C) Official website
- [2006] 感涙！時空タイムス (Kanrui! Jikuu Times) Official website (descontinuando)
- [2007] MIDTOWN TV Official website
- [2007] Chao.TV Official website

## Photobooks
- [2002.02.07] ヤグチ (Yaguchi) amazon.co.jp
- [2003.06.??] ラブハロ！矢口真里 (Love Hello! Yaguchi Mari) amazon.co.jp
- [2003.09.??] ポケットモーニング娘。〈Vol.2〉 (Pocket Morning Musume. (Volume 2)) (With Abe Natsumi, Goto Maki, Iida Kaori) amazon.co.jp
- [2004.06.12] OFF amazon.co.jp

### Ensaio livros
- [2003.10.10] おいら―MARI YAGUCHI FIRST ESSAY (Oira - MARI YAGUCHI FIRST ESSAY) amazon.co.jp
- [2007.06.25] ちっちゃい矢口真里のでっかいあなたに会いに行くのだ!! (Chicchai Yaguchi no Dekkai Anata ni Ai ni Iku no da!!) amazon.co.jp